# Damm (Lohra)
Damm ist ein Ortsteil der Großgemeinde Lohra im mittelhessischen Landkreis Marburg-Biedenkopf. Der Ort  liegt auf etwa 200 m Höhe links der Salzböde in dem nach dem Fluss benannten Salzbödetal. Direkt oberhalb des Orts ist seit 2012 ein Damm für ein Rückhaltebecken der Salzböde eingerichtet.

## Geschichte

### Ortsgeschichte
Die älteste bekannte schriftliche Erwähnung von Damm erfolgte unter dem Namen Damme im Klosterarchiv des Kanonissenstifts Wetter was in die Zeit 1200–1220 datiert wird. Das Kloster besaß hier als Mannlehen eine Hufe.

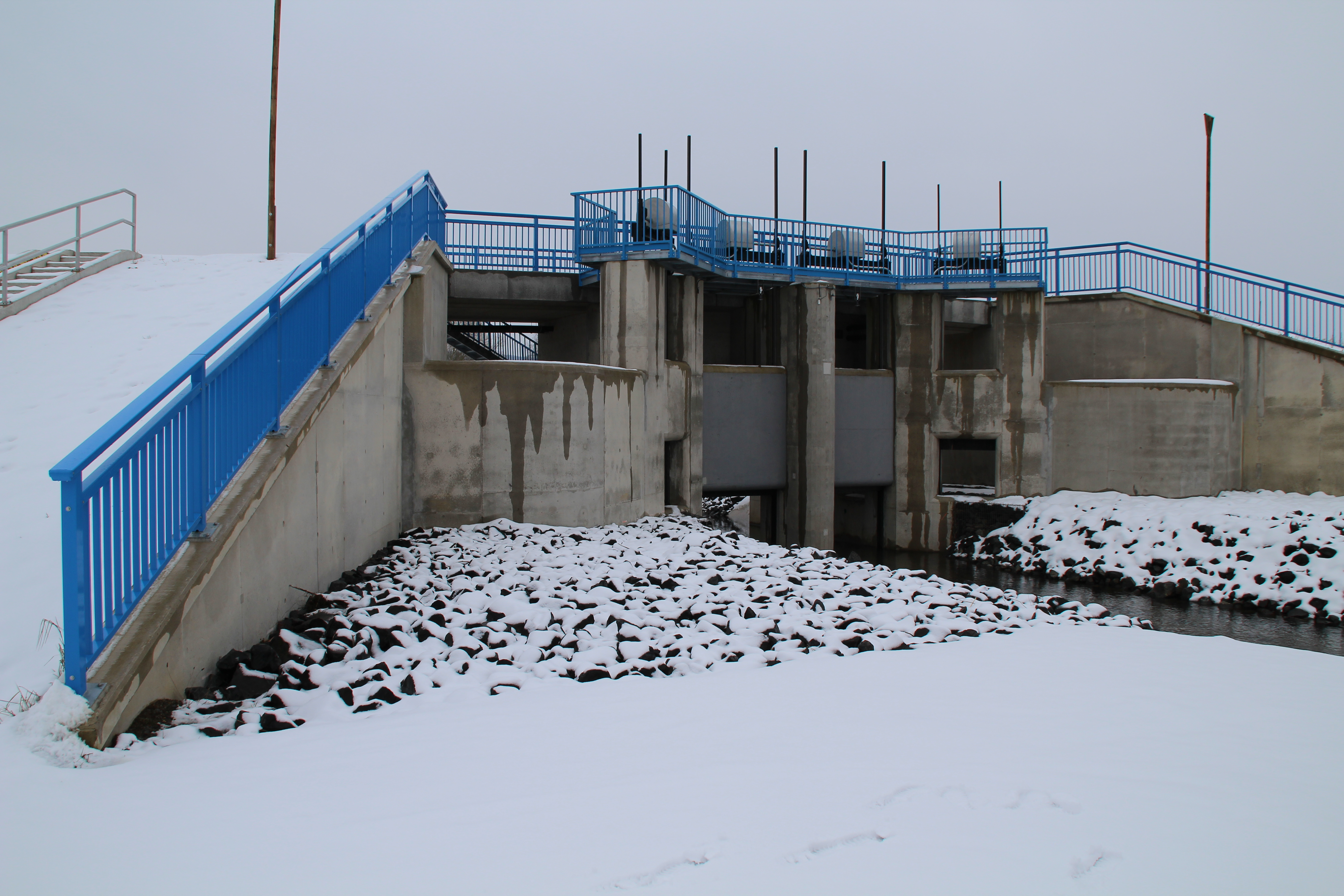
Absperreinrichtung im Damm des Rückhaltebeckens

Zum 31. Dezember 1971 wurde die bis dahin selbständige Gemeinde Damm im Zuge der Gebietsreform in Hessen auf freiwilliger Basis gemeinsam mit den Gemeinden Nanz-Willershausen und Rodenhausen in die Gemeinde Lohra eingemeindet. Für diese ehemaligen Gemeinden wurde je ein Ortsbezirk eingerichtet.

### Verwaltungsgeschichte im Überblick
Die folgende Liste zeigt die Staaten und Verwaltungseinheiten, denen Damm angehört(e):
- vor 1567: Heiliges Römisches Reich, Landgrafschaft Hessen, Gericht Lohra (Gericht Lohra bestand aus den Orten Lohra, Nanzhausen, Willershausen, Rodenhausen, Seelbach, Rollshausen, Altenvers, Raimarshausen, Weiboldshausen, Kirchvers, Oberwalgern, Holzhausen, Stedebach und Damm)[8]
- ab 1567: Heiliges Römisches Reich, Landgrafschaft Hessen-Marburg, Amt Fronhausen, Gericht Lohra[9]
- 1604–1648: Heiliges Römisches Reich, strittig zwischen Landgrafschaft Hessen-Darmstadt und Landgrafschaft Hessen-Kassel (Hessenkrieg), Amt Fronhausen, Gericht Lohra
- ab 1648: Heiliges Römisches Reich, Landgrafschaft Hessen-Kassel, Amt Fronhausen, Gericht Lohra
- ab 1686: Heiliges Römisches Reich, Landgrafschaft Hessen-Kassel, Amt Fronhausen
- ab 1806: Landgrafschaft Hessen-Kassel, Amt Fronhausen
- 1807–1813: Königreich Westphalen, Departement der Werra, Distrikt Marburg, Kanton Lohra
- ab 1815: Kurfürstentum Hessen, Amt Fronhausen, Gericht Lohra[10]
- ab 1821: Kurfürstentum Hessen, Provinz Oberhessen, Kreis Marburg[11][Anm. 2]
- ab 1848: Kurfürstentum Hessen, Bezirk Marburg
- ab 1851: Kurfürstentum Hessen, Provinz Oberhessen, Kreis Marburg
- ab 1867: Königreich Preußen, Provinz Hessen-Nassau, Regierungsbezirk Kassel, Kreis Marburg
- ab 1871: Deutsches Reich,  Königreich Preußen, Provinz Hessen-Nassau, Regierungsbezirk Kassel, Kreis Marburg
- ab 1918: Deutsches Reich, Freistaat Preußen, Provinz Hessen-Nassau, Regierungsbezirk Kassel, Kreis Marburg
- ab 1944: Deutsches Reich, Freistaat Preußen, Provinz Kurhessen, Landkreis Marburg
- ab 1945: Amerikanische Besatzungszone, Groß-Hessen, Regierungsbezirk Kassel, Landkreis Marburg
- ab 1946: Amerikanische Besatzungszone, Land Hessen, Regierungsbezirk Kassel, Landkreis Marburg
- ab 1949: Bundesrepublik Deutschland, Land Hessen, Regierungsbezirk Kassel, Landkreis Marburg
- ab 1972: Bundesrepublik Deutschland, Land Hessen, Regierungsbezirk Kassel, Landkreis Marburg, Gemeinde Lohra[Anm. 3]
- ab 1974: Bundesrepublik Deutschland, Land Hessen, Regierungsbezirk Kassel, Landkreis Marburg-Biedenkopf, Gemeinde Lohra
- ab 1981: Bundesrepublik Deutschland, Land Hessen, Regierungsbezirk Gießen, Landkreis Marburg-Biedenkopf, Gemeinde Lohra

### Gerichte seit 1821
Mit Edikt vom 29. Juni 1821 wurden in Kurhessen Verwaltung und Justiz getrennt. Der Kreis Marburg war für die Verwaltung und das Justizamt Fronhausen war als Gericht in erster Instanz für Damm zuständig. Nach der Annexion Kurhessens durch Preußen 1866 erfolgte am 1. September 1867 die Umbenennung des bisherigen Justizamtes in Amtsgericht Fronhausen. Das Amtsgericht Fronhausen wurde 1943 geschlossen. Es wurde zunächst als Zweigstelle des Amtsgerichts Marburg geführt und 1948 endgültig aufgelöst. Der Gerichtsbezirk wurde dem Amtsgericht Marburg zugewiesen.

## Bevölkerung

### Einwohnerstruktur 2011
Nach den Erhebungen des Zensus 2011 lebten am Stichtag dem 9. Mai 2011 in Damm 237 Einwohner. Darunter waren 3 (1,3 %) Ausländer.
Nach dem Lebensalter waren 30 Einwohner unter 18 Jahren, 87 zwischen 18 und 49, 69 zwischen 50 und 64 und 51 Einwohner waren älter. Die Einwohner lebten in 102 Haushalten. Davon waren 33 Singlehaushalte, 24 Paare ohne Kinder und 33 Paare mit Kindern sowie 9 Alleinerziehende und keine Wohngemeinschaften. In 21 Haushalten lebten ausschließlich Senioren und in 66 Haushaltungen lebten keine Senioren.

### Einwohnerentwicklung
| Quelle: Historisches Ortslexikon | |
| • 1502:                          | 22 Hausgesesse                                                                                           |
| • 1577:                          | 24 hausgesessene Mannschaften                                                                            |
| • 1630:                          | 24 hausgesessene Mannschaften (1 dreispännige, 4 zweispännige, 6 einspännige Ackerleute, 13 Einläuftige) |
| • 1681:                          | 36 hausgesessene Mannschaften                                                                            |
| • 1838:                          | Familien: 15 nutzungsberechtigte, 5 nicht nutzungsberechtigte Ortsbürger.                                |

| Damm: Einwohnerzahlen von 1745 bis 2011 | Damm: Einwohnerzahlen von 1745 bis 2011 | Damm: Einwohnerzahlen von 1745 bis 2011 | Damm: Einwohnerzahlen von 1745 bis 2011 | Damm: Einwohnerzahlen von 1745 bis 2011 |
| --- | --------------------------------------- | --------------------------------------- | --------------------------------------- | --------------------------------------- |
| Jahr |                                         |                                         |                                         | Einwohner                               |
| 1745 | 1745                                    |                                         | 89                                      | 89                                      |
| 1800 | 1800                                    |                                         | ?                                       | ?                                       |
| 1834 | 1834                                    |                                         | 92                                      | 92                                      |
| 1840 | 1840                                    |                                         | 119                                     | 119                                     |
| 1846 | 1846                                    |                                         | 144                                     | 144                                     |
| 1852 | 1852                                    |                                         | 155                                     | 155                                     |
| 1858 | 1858                                    |                                         | 176                                     | 176                                     |
| 1864 | 1864                                    |                                         | 190                                     | 190                                     |
| 1871 | 1871                                    |                                         | 156                                     | 156                                     |
| 1875 | 1875                                    |                                         | 176                                     | 176                                     |
| 1885 | 1885                                    |                                         | 197                                     | 197                                     |
| 1895 | 1895                                    |                                         | 179                                     | 179                                     |
| 1905 | 1905                                    |                                         | 198                                     | 198                                     |
| 1910 | 1910                                    |                                         | 216                                     | 216                                     |
| 1925 | 1925                                    |                                         | 234                                     | 234                                     |
| 1939 | 1939                                    |                                         | 467                                     | 467                                     |
| 1946 | 1946                                    |                                         | 706                                     | 706                                     |
| 1950 | 1950                                    |                                         | 632                                     | 632                                     |
| 1956 | 1956                                    |                                         | 535                                     | 535                                     |
| 1961 | 1961                                    |                                         | 433                                     | 433                                     |
| 1967 | 1967                                    |                                         | 316                                     | 316                                     |
| 1980 | 1980                                    |                                         | ?                                       | ?                                       |
| 1990 | 1990                                    |                                         | ?                                       | ?                                       |
| 2000 | 2000                                    |                                         | ?                                       | ?                                       |
| 2011 | 2011                                    |                                         | 237                                     | 237                                     |
| Datenquelle: Historisches Gemeindeverzeichnis für Hessen: Die Bevölkerung der Gemeinden 1834 bis 1967. Wiesbaden: Hessisches Statistisches Landesamt, 1968. Weitere Quellen: LAGIS; Zensus 2011 |                                         |                                         |                                         |                                         |

### Historische Religionszugehörigkeit
| Quelle: Historisches Ortslexikon |                                                                               |
| • 1861:                          | alle Einwohner evangelisch-lutherisch                                         |
| • 1885:                          | 193 evangelische (= 97,97 %), kein katholischer, 4 andere Christen (= 2,03 %) |
| • 1961:                          | 354 evangelische (= 81,76 %), 69 katholische (= 15,94 %) Einwohner            |

### Historische Erwerbstätigkeit
| Quelle: Historisches Ortslexikon | |
| • 1745:                          | 89 Einwohner. Erwerbspersonen: zwei Schmiede, ein Spielmann, ein Schneider, ein Müller, ein Wirt, ein Braumeister, drei Brauer.     |
| • 1838:                          | Familien: 14 Ackerbau, vier Gewerbe, zwei Tagelöhner.                                                                               |
| • 1961:                          | Erwerbspersonen: 87 Land- und Forstwirtschaft, 89 Produzierendes Gewerbe, 16 Handel und Verkehr, 25 Dienstleistungen und Sonstiges. |

## Politik
Für Damm besteht ein Ortsbezirk mit Ortsbeirat und Ortsvorsteher nach der Hessischen Gemeindeordnung. Er umfasst das Gebiet der ehemaligen Gemeinde Damm.
Der Ortsbeirat Damm  besteht aus fünf Mitgliedern. Bei den Kommunalwahlen in Hessen 2021 betrug die Wahlbeteiligung zum Ortsbeirat 64,89 %. Alle Kandidaten gehörten der „Bürgerliste Damm“ an. Der Ortsbeirat wählte Johannes Plitt zum Ortsvorsteher.

## Sehenswürdigkeiten und Kultur

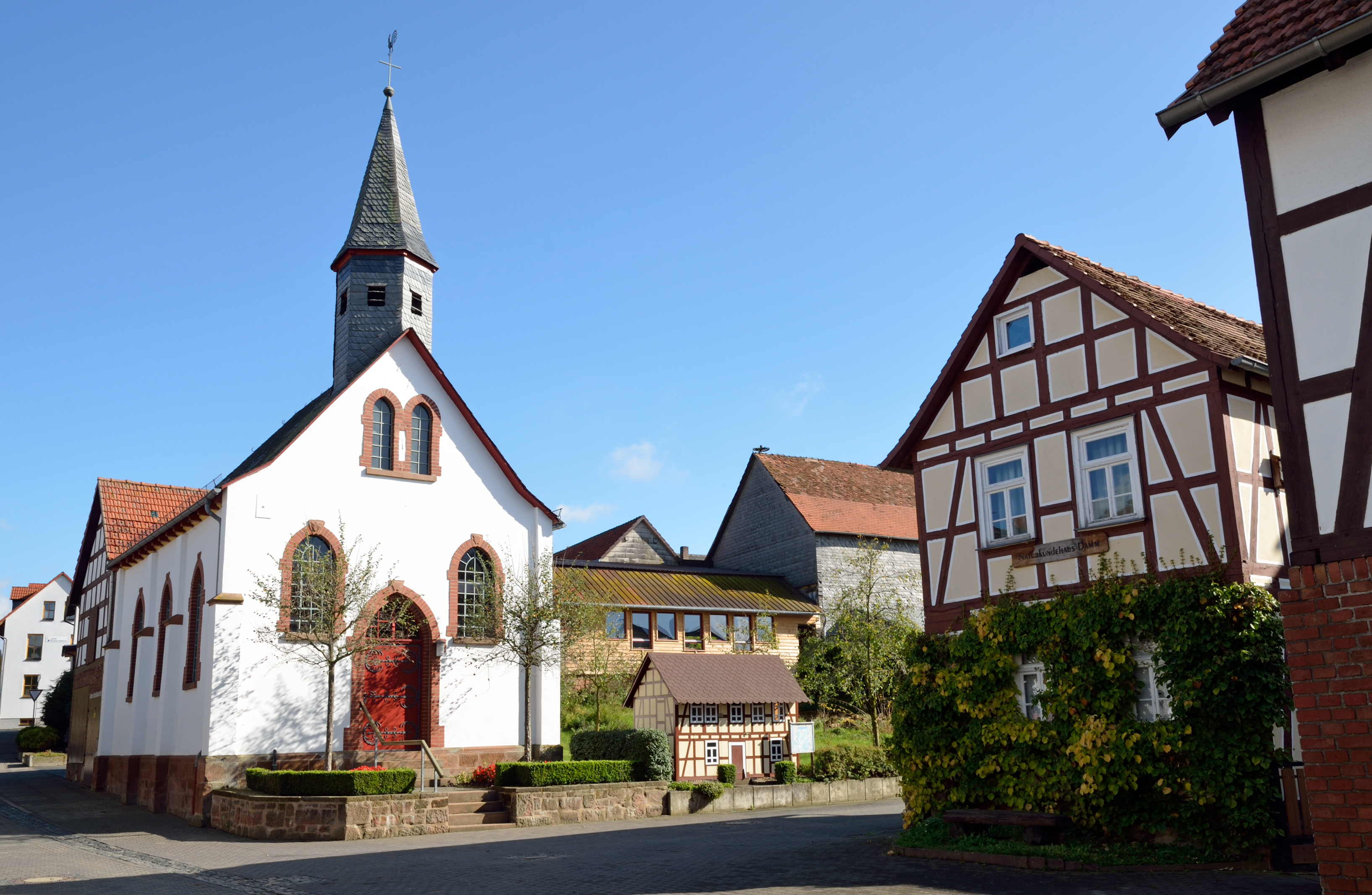
Kirche und Naturkundehaus

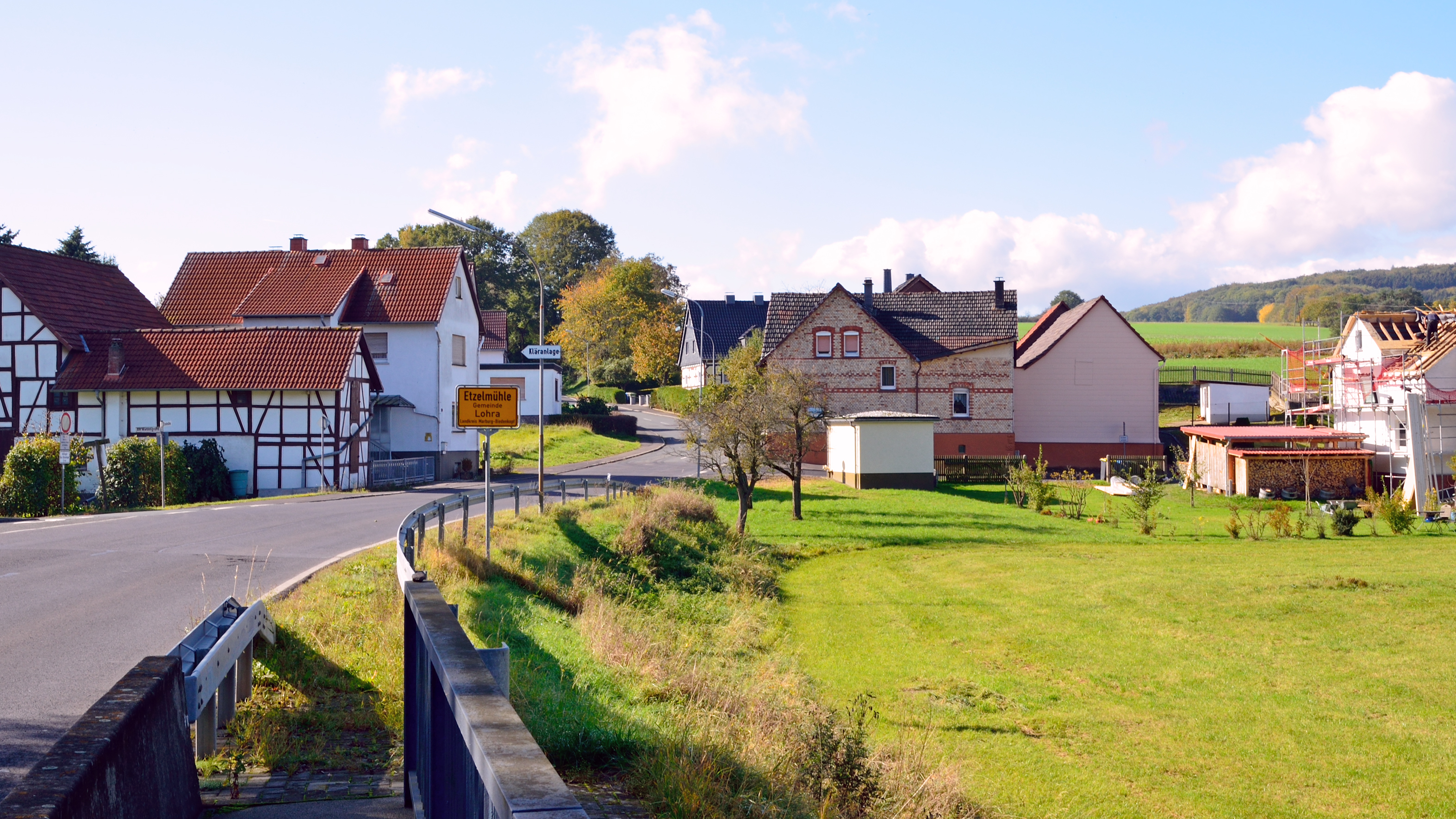
Etzelmühle

### Bauwerke
- In Damm sind vor allem die 1910 erbaute Kapelle und das Naturkundehaus, ein Museum, das sich mit der heimischen Flora und Fauna auseinandersetzt, sehenswert.[17]

- Etwa 1 km flussabwärts des Rückhaltebeckens der Salzböde liegt die Etzelmühle, die bis 1914/18 in Betrieb war.

### Vereine
- In Damm existiert eine Freiwillige Feuerwehr, deren Räumlichkeiten sich in der Nähe des Bürgerhauses befinden.

## Persönlichkeiten
- Johann Peter Ruppert (1901–1971), Psychologe